# PAL regija
PAL regija je ime regije za publikaciju videoigara, a tako je nazvana po PAL tehnologiji televizijskog signala. Ona obuhvaća i ponajviše se odnosi na većinu europskih zemalja, Australiju i Oceaniju te južnu Ameriku. Na suprotno od PAL regije se misli na regije NTSC signala, poput SAD-a i Japana.
Ranije se za portove na iste konzole PAL signala smatralo da su slabiji od onih u NTSC regijama jer su bili niže frekvencije od 50 Hz nasprotiv 60 Hz na NTSC signalu. To je značilo da su bile nešto sporije, što je utjecalo na igre s naglaskom na brzinu (npr. Sonic the Hedgehog). Od sedme generacije igraćih konzola započinje široka podrška 60 Hz frekvencije.

## Zemlje
Države koje se uvijek nalaze u igrama za PAL regiju:
| - Australija - Belgija - Cipar - Danska - Finska - Francuska - Grčka - Island | - Indija - Iran - Irska - Izrael - Italija - JAR - NR Kina - Mađarska | - Sjeverna Makedonija - Malezija - Novi Zeland - Nizozemska - Norveška - Njemačka - Pakistan - Poljska | - Portugal - Rumunjska - Rusija - Španjolska - Švedska - Ujedinjeno Kraljevstvo - Turska - Tajland |

Uz ostale sjevernoameričke, afričke, i europske zemlje.